# Pip (軟件包管理系統)
pip是一個以Python電腦程式語言寫成的軟件包管理系統，他可以安裝和管理軟件包，另外不少的軟件包也可以在「Python軟件包索引」（英語：Python Package Index，PyPI）中找到。
许多Python的发行版中已经预装了pip。

## 历史
pip在一开始由 Ian Bicking 以 pyinstall 的名字发布，用作 easy_install 的替代品。在 2011 年，Python Packaging Authority （PyPA）组织接手了 pip 的维护。

## 命令列介面
pip 的其中一個主要特點就是其方便使用的命令列介面，這讓使用者可以透過以下的一句文字命令來輕易地安裝 Python 軟件包：
pip install some-package-name
此外，使用者也可以輕易地透過以下的命令來移除軟件包：
pip uninstall some-package-name
pip 也擁有一個透過「需求」檔案來管理軟件包和其相應版本數目的完整列表之功能，這容許一個完整軟件包組合可以在另一個環境（如另一部電腦）或虛擬化環境中進行有效率的重新創造。這個功能可以透過一個已正確進行格式化的文字檔案和以下的命令來完成：
pip install -r requirements.txt

## 網頁寄存服務
另一方面，pip也可以透過「Heroku」等軟件支援Python在雲端網頁寄存上的使用。

## 參閱
- EasyInstall